# Phlyctaenogastra
Phlyctaenogastra is een geslacht van vlinders van de familie spinneruilen (Erebidae), uit de onderfamilie Arctiinae.

## Soorten
- P. britae Kühne, 2010
- P. familia Kühne, 2010
- P. rangei Gaede, 1915